# Feijão-tropeiro
O feijão-tropeiro ou feijão-de-tropeiro é um prato caipira tradicional dos estados brasileiros de Goiás, Mato Grosso, Minas Gerais, Paraná e São Paulo, criado por tropeiros. É composto de feijão cozido misturado com farinha de mandioca, linguiça, toucinho, ovos e vários temperos, como alho, cebola, cheiro-verde e pimenta. Às vezes, o prato é enriquecido com torresmo, couve e bacon.

## História
O feijão-tropeiro tem origem no ciclo do tropeirismo. Desde o período colonial, os tropeiros eram os responsáveis por transportar mercadorias no lombo de mulas ou de cavalos, por várias regiões do Brasil, e eles criaram diversas refeições para consumir durante as suas longas viagens.
Os tropeiros chegavam a percorrer uma distância de até 4000 quilômetros. Como não havia mulheres nas tropas, eles tinham que se virar para preparar sua própria alimentação com os alimentos disponíveis. Embora preferissem a base alimentar europeia, os tropeiros foram incorporando costumes alimentares indígenas, como charque, farinha de mandioca, paçoca, farinha de milho. Quando as tropas paravam para descanso, os tropeiros comiam feijão quase sem molho, para evitar que estragassem facilmente, misturado com pedaços de carne de sol e toucinho. Esses ingredientes deram origem ao feijão-tropeiro.

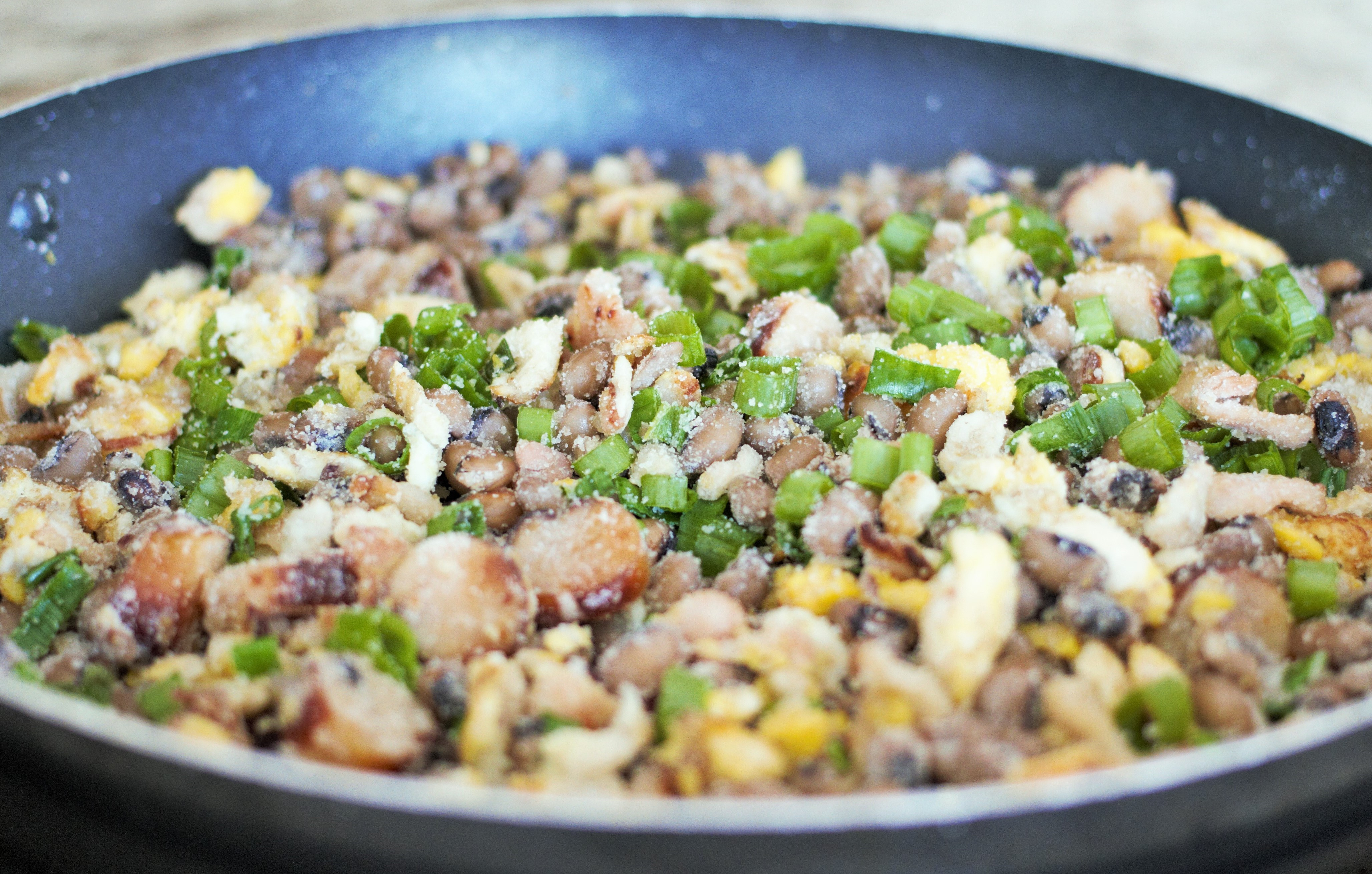
Feijão-tropeiro